# Al-Idwa (Asz-Szarkijja)
Al-Idwa – wieś w Egipcie, w muhafazie Asz-Szarkijja. W 2006 roku liczyła 10 650 mieszkańców.